# Körner
Körner è un comune di 1.813 abitanti della Turingia, in Germania.

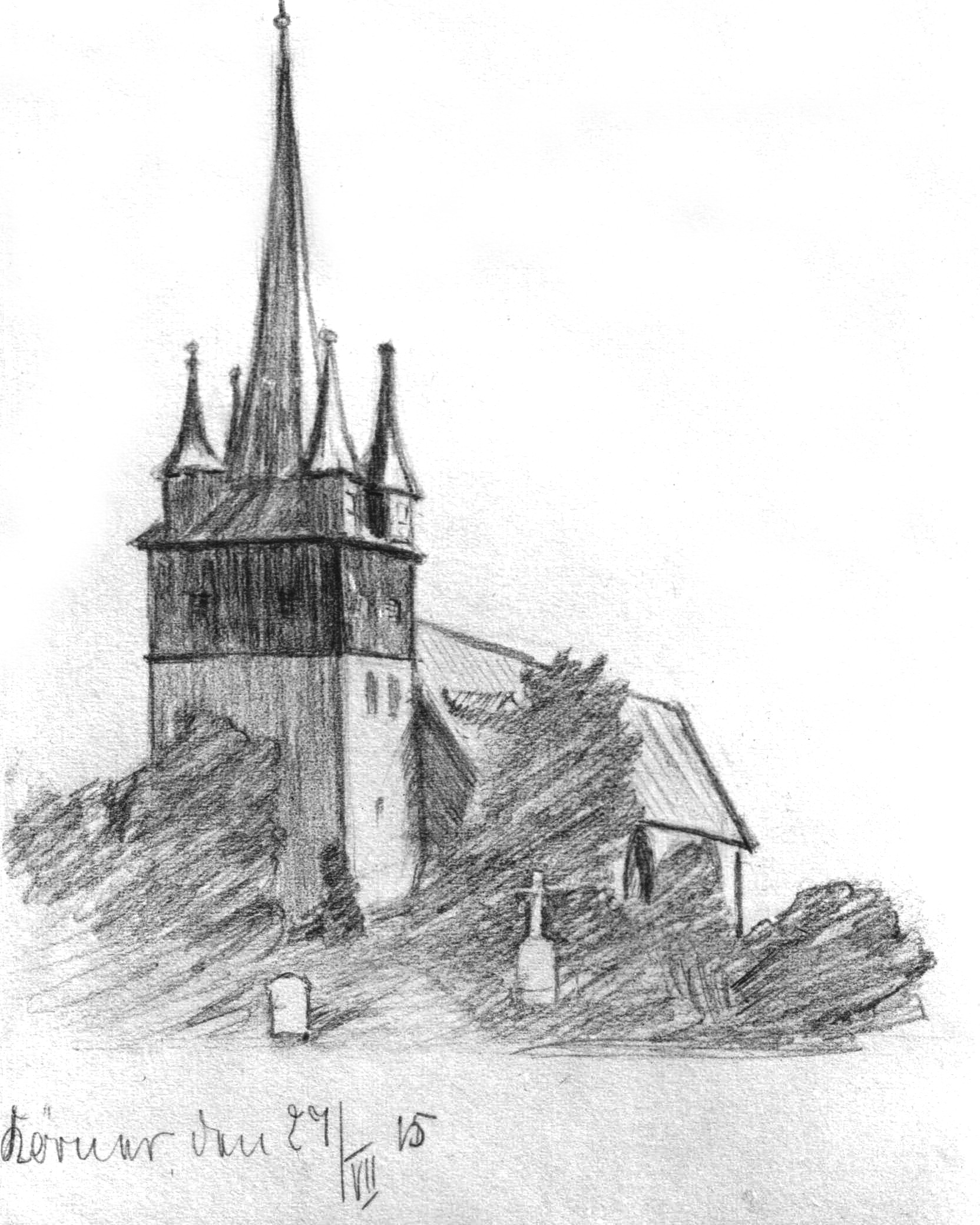
St. Wigberti, Körner 1915

Appartiene al circondario (Landkreis) dell'Unstrut-Hainich-Kreis (targa UH) ed è amministrato dal comune amministratore (Erfüllende Gemeinde) di Nottertal-Heilinger Höhen.